# Badminton-Asienmeisterschaft 2011
Die Badminton-Asienmeisterschaft 2011 fand vom 19. bis 24. April 2011 in Chengdu, China,  statt.

## Medaillengewinner
| Disziplin    | Gold                  | Silber                              | Bronze                                  |
| ------------ | --------------------- | ----------------------------------- | --------------------------------------- |
| Herreneinzel | Lin Dan               | Bao Chunlai                         | Du Pengyu                               |
| Herreneinzel | Lin Dan               | Bao Chunlai                         | Chen Long                               |
| Dameneinzel  | Wang Yihan            | Lu Lan                              | Cheng Shao-chieh                        |
| Dameneinzel  | Wang Yihan            | Lu Lan                              | Jiang Yanjiao                           |
| Herrendoppel | Cai Yun Fu Haifeng    | Hirokatsu Hashimoto Noriyasu Hirata | Chai Biao Guo Zhendong                  |
| Herrendoppel | Cai Yun Fu Haifeng    | Hirokatsu Hashimoto Noriyasu Hirata | Xu Chen Zhang Nan                       |
| Damendoppel  | Wang Xiaoli Yu Yang   | Tian Qing Zhao Yunlei               | Ha Jung-eun Kim Min-jung                |
| Damendoppel  | Wang Xiaoli Yu Yang   | Tian Qing Zhao Yunlei               | Bao Yixin Zhong Qianxin                 |
| Mixed        | Zhang Nan Zhao Yunlei | Xu Chen Ma Jin                      | Sudket Prapakamol Saralee Thungthongkam |
| Mixed        | Zhang Nan Zhao Yunlei | Xu Chen Ma Jin                      | Hong Wei Pan Pan                        |

## Setzlisten

### Herreneinzel
1. Lin Dan
2. Chen Long
3. Boonsak Ponsana
4. Nguyễn Tiến Minh
5. Chen Jin
6. Du Pengyu
7. Bao Chunlai
8. Wang Zhengming
9. Hu Yun
10. Kazushi Yamada
11. Sho Sasaki
12. Ajay Jayaram
13. Wong Wing Ki
14. Hsueh Hsuan-yi
15. Chan Yan Kit
16. Andre Kurniawan Tedjono

### Dameneinzel
1. Wang Shixian
2. Wang Yihan
3. Wang Xin
4. Liu Xin
5. Jiang Yanjiao
6. Li Xuerui
7. Yip Pui Yin
8. Eriko Hirose

### Herrendoppel
1. Cai Yun
Fu Haifeng
2. Markis Kido
Hendra Setiawan
3. Lee Sheng-mu
Fang Chieh-min
4. Hendra Gunawan
Alvent Yulianto
5. Chai Biao
Guo Zhendong
6. Xu Chen
Zhang Nan
7. Lee Yong-dae
Shin Baek-cheol
8. Noriyasu Hirata
Hirokatsu Hashimoto

### Damendoppel
1. Cheng Wen-hsing
Chien Yu-chin
2. Yu Yang
Wang Xiaoli
3. Satoko Suetsuna
Miyuki Maeda
4. Kunchala Voravichitchaikul
Duanganong Aroonkesorn
5. Kim Min-jung
Ha Jung-eun
6. Tian Qing
Zhao Yunlei
7. Shizuka Matsuo
Mami Naito
8. Bao Yixin
Zhong Qianxin

### Mixed
1. Zhang Nan
Zhao Yunlei
2. Sudket Prapakamol
Saralee Thungthongkam
3. Tao Jiaming
Tian Qing
4. Songphon Anugritayawon
Kunchala Voravichitchaikul
5. Chen Hung-ling
Cheng Wen-hsing
6. Lee Sheng-mu
Chien Yu-chin
7. He Hanbin
Yu Yang
8. Xu Chen
Ma Jin

## Ergebnisse

### Herreneinzel
- Mohamad Alsawas -  Dethputhicheat Chin: 21-16 / 21-12
- Haidar M. Besha -  Oleg Savatugin: 21-14 / 21-10
- Lin Dan –  Mohamed Ajfan Rasheed: 21-11 / 21-8
- Amar Awad -  Rafael Zakirov: 21-7 / 21-13
- Pakkawat Vilailak –  Andre Kurniawan Tedjono: 21-18 / 21-16
- Wen Kai –  Chan Kwong Beng: 23-21 / 21-13
- Chen Jin –  Trikishmyrat Poladov: 21-4 / 21-3
- Goh Soon Huat –  Lin Chia Hsuan: 21-14 / 21-12
- Sho Sasaki –  Yara Azad: 21-15 / 21-18
- Arif Abdul Latif –  Sourabh Varma: 21-16 / 21-12
- Nguyễn Tiến Minh -  Mohamad Alsawas: 21-4 / 21-2
- Khadum Jabar Ali –  Haidar M. Besha: 21-19 / 17-21 / 21-17
- Hsueh Hsuan-yi –  Niluka Karunaratne: 21-16 / 21-14
- Keigo Sonoda -  Saravuth Prum: 21-4 / 21-9
- Du Pengyu –  Paul Jefferson Vivas: 21-12 / 21-13
- Kazumasa Sakai –  Peter Gabriel Magnaye: 21-10 / 21-8
- Wong Wing Ki –  Yuekun Chen: 21-19 / 15-21 / 21-16
- Daren Liew –  Ashton Chen Yong Zhao: 21-18 / 21-18
- Pisit Poodchalat -  Timurbek Karimov: 21-11 / 21-6
- Chan Yan Kit –  Tan Chun Seang: 21-19 / 21-14
- Chou Tien-chen –  Christopher Flores: 21-4 / 21-7
- Bao Chunlai –  Derek Wong Zi Liang: 21-15 / 21-17
- Sai Praneeth Bhamidipati –  Lin Yu-hsien: 14-21 / 21-19 / 21-18
- Kazushi Yamada –  Lu Chi-yuan: 21-16 / 21-13
- Chu Han Chou –  Adi Pratama: 12-21 / 21-19 / 21-17
- Boonsak Ponsana –  Nguyễn Hoàng Nam: 22-20 / 21-8
- Suppanyu Avihingsanon -  Yongvannak Teav: 21-10 / 21-9
- Dinuka Karunaratne –  Philip Joper Escueta: 21-15 / 21-18
- Wang Zhengming -  Saleh Mohamad: 21-9 / 21-3
- Wisnu Yuli Prasetyo –  Ha Anh Le: 21-15 / 21-14
- Hu Yun –  Maher F. Abood: 21-9 / 21-5
- Takuma Ueda –  Bùi Quang Tuấn: 21-12 / 21-11
- Chen Long –  Chong Wei Feng: 21-12 / 22-20
- Chanthan Mao –  Ajay Jayaram: w.o.
- Lin Dan -  Amar Awad: 21-4 / 21-7
- Wen Kai –  Pakkawat Vilailak: 22-20 / 21-10
- Chen Jin –  Goh Soon Huat: 21-10 / 21-8
- Sho Sasaki –  Arif Abdul Latif: 21-18 / 21-12
- Nguyễn Tiến Minh –  Khadum Jabar Ali: 21-4 / 21-8
- Keigo Sonoda –  Hsueh Hsuan-yi: 21-19 / 11-21 / 21-10
- Du Pengyu –  Kazumasa Sakai: 21-7 / 23-21
- Daren Liew –  Wong Wing Ki: 22-20 / 23-21
- Chan Yan Kit –  Pisit Poodchalat: 21-15 / 21-9
- Bao Chunlai –  Chou Tien-chen: 21-8 / 21-17
- Kazushi Yamada –  Sai Praneeth Bhamidipati: 21-17 / 21-13
- Boonsak Ponsana –  Chu Han Chou: 21-14 / 19-21 / 21-13
- Suppanyu Avihingsanon -  Chanthan Mao: 21-7 / 21-8
- Wang Zhengming –  Dinuka Karunaratne: 21-8 / 21-8
- Hu Yun –  Wisnu Yuli Prasetyo: 21-4 / 19-21 / 21-6
- Chen Long –  Takuma Ueda: 21-16 / 21-16
- Lin Dan –  Wen Kai: 18-21 / 21-19 / 21-16
- Sho Sasaki –  Chen Jin: 21-12 / 20-22 / 21-15
- Nguyễn Tiến Minh –  Keigo Sonoda: 21-17 / 21-13
- Du Pengyu –  Daren Liew: 21-16 / 19-21 / 21-19
- Bao Chunlai –  Chan Yan Kit: 21-14 / 21-14
- Boonsak Ponsana –  Kazushi Yamada: 21-17 / 21-17
- Wang Zhengming –  Suppanyu Avihingsanon: 21-14 / 18-21 / 21-19
- Chen Long –  Hu Yun: 21-10 / 21-8
- Lin Dan –  Sho Sasaki: 21-16 / 16-21 / 21-17
- Du Pengyu –  Nguyễn Tiến Minh: 21-15 / 21-17
- Bao Chunlai –  Boonsak Ponsana: 25-23 / 21-19
- Chen Long –  Wang Zhengming: 15-21 / 21-8 / 21-16
- Lin Dan –  Du Pengyu: 21-13 / 21-16
- Bao Chunlai –  Chen Long: 21-12 / 21-13
- Lin Dan –  Bao Chunlai: 21-19 / 21-13

|  | Viertelfinale | Viertelfinale   | Viertelfinale | Viertelfinale | Viertelfinale |                  |         | Halbfinale | Halbfinale | Halbfinale | Halbfinale | Halbfinale |  |  | Finale | Finale | Finale | Finale | Finale |
|  |               |                 |               |               |               |                  |         |            |            |            |            |            |  |  |        |        |        |        |        |
|  | 1             | Lin Dan         | 21            | 16            | 21            |                  |         |            |            |            |            |            |  |  |        |        |        |        |        |
|  | 11            | Sho Sasaki      | 16            | 21            | 17            |                  |         |            |            |            |            |            |  |  |        |        |        |        |        |
|  | 11            | Sho Sasaki      | 16            | 21            | 17            | 1                | Lin Dan | 21         | 21         |            |            |            |  |  |        |        |        |        |        |
|  |               |                 |               |               |               | 1                | Lin Dan | 21         | 21         |            |            |            |  |  |        |        |        |        |        |
|  |               | 6               | Du Pengyu     | 13            | 16            |                  |         |            |            |            |            |            |  |  |        |        |        |        |        |
|  | 4             | 6               | Du Pengyu     | 13            | 16            | Nguyễn Tiến Minh | 15      | 17         |            |            |            |            |  |  |        |        |        |        |        |
|  | 4             |                 |               |               |               |                  | 15      | 17         |            |            |            |            |  |  |        |        |        |        |        |
|  | 6             | Du Pengyu       | 21            | 21            |               |                  |         |            |            |            |            |            |  |  |        |        |        |        |        |
|  |               |                 |               |               |               |                  | 1       | Lin Dan    | 21         | 21         |            |            |  |  |        |        |        |        |        |
|  |               | 7               | Bao Chunlai   | 19            | 13            |                  |         |            |            |            |            |            |  |  |        |        |        |        |        |
|  | 7             | Bao Chunlai     | 25            | 21            |               |                  |         |            |            |            |            |            |  |  |        |        |        |        |        |
|  | 3             | Boonsak Ponsana | 23            | 19            |               |                  |         |            |            |            |            |            |  |  |        |        |        |        |        |
|  | 3             | Boonsak Ponsana | 23            | 19            | 7             | Bao Chunlai      | 21      | 21         |            |            |            |            |  |  |        |        |        |        |        |
|  |               |                 |               |               |               | Bao Chunlai      | 21      | 21         |            |            |            |            |  |  |        |        |        |        |        |
|  |               | 2               | Chen Long     | 12            | 13            |                  |         |            |            |            |            |            |  |  |        |        |        |        |        |
|  | 8             | 2               | Chen Long     | 12            | 13            | Wang Zhengming   | 21      | 8          | 16         |            |            |            |  |  |        |        |        |        |        |
|  | 8             |                 |               |               |               |                  | 21      | 8          | 16         |            |            |            |  |  |        |        |        |        |        |
|  | 2             | Chen Long       | 15            | 21            | 21            |                  |         |            |            |            |            |            |  |  |        |        |        |        |        |

### Dameneinzel
- Minatsu Mitani –  Achini Nimeshika Ratnasiri: 21-14 / 21-18
- Julia Wong Pei Xian –  Yeni Asmarani: 21-17 / 21-12
- Tse Ying Suet –  Thilini Jayasinghe: 21-12 / 21-13
- Sapsiree Taerattanachai –  Neha Pandit: 21-2 / 21-12
- P. C. Thulasi –  Malvinne Ann Venice Alcala: 21-16 / 14-21 / 21-13
- Tee Jing Yi –  Lê Thu Huyền: 21-12 / 21-11
- Lydia Cheah Li Ya –  Poon Lok Yan: 12-21 / 21-4 / 21-15
- Vũ Thị Trang –  Chandrika de Silva: 21-13 / 22-24 / 21-10
- Minatsu Mitani –  Julia Wong Pei Xian: 21-15 / 21-15
- Sapsiree Taerattanachai –  Tse Ying Suet: 21-19 / 21-14
- Tee Jing Yi –  P. C. Thulasi: 21-18 / 21-13
- Lydia Cheah Li Ya –  Vũ Thị Trang: 21-10 / 21-12
- Wang Shixian –  Gu Juan: 21-13 / 21-13
- Lu Lan –  Kaori Imabeppu: 21-15 / 21-17
- Li Xuerui –  Chen Hsiao-huan: 21-8 / 21-16
- Lydia Cheah Li Ya –  Maria Kristin Yulianti: 21-19 / 18-21 / 23-21
- Tai Tzu-ying –  Ratchanok Intanon: 21-19 / 17-21 / 22-20
- Jiang Yanjiao –  Ai Goto: 21-14 / 21-13
- Salakjit Ponsana –  Aditi Mutatkar: 21-14 / 14-21 / 21-7
- Porntip Buranaprasertsuk –  Tee Jing Yi: 15-21 / 21-16 / 21-12
- Yip Pui Yin –  Zhu Lin: 16-7 Ret.
- Cheng Shao-chieh –  Fu Mingtian: 21-13 / 21-18
- Minatsu Mitani –  Wang Xin: 21-19 / 21-17
- Fransisca Ratnasari –  Ayane Kurihara: 14-21 / 23-21 / 21-10
- Sapsiree Taerattanachai –  Eriko Hirose: 21-19 / 23-21
- Sayaka Sato –  Nitchaon Jindapol: 21-8 / 15-21 / 21-14
- Wang Yihan –  Pai Hsiao-ma: 21-9 / 21-13
- Liu Xin –  Chan Tsz Ka: 21-19 / 21-13
- Lu Lan –  Wang Shixian: 10-21 / 21-18 / 21-11
- Li Xuerui –  Lydia Cheah Li Ya: 21-11 / 21-17
- Jiang Yanjiao –  Salakjit Ponsana: 21-9 / 21-9
- Porntip Buranaprasertsuk –  Yip Pui Yin: 24-22 / 22-20
- Cheng Shao-chieh –  Minatsu Mitani: 21-17 / 22-20
- Sapsiree Taerattanachai –  Fransisca Ratnasari: 21-15 / 21-19
- Wang Yihan –  Sayaka Sato: 21-16 / 21-12
- Liu Xin –  Tai Tzu-ying: 21-19 / 21-14

|  | Viertelfinale | Viertelfinale            | Viertelfinale | Viertelfinale | Viertelfinale |                         |    | Halbfinale | Halbfinale | Halbfinale | Halbfinale | Halbfinale |  |  | Finale | Finale | Finale | Finale | Finale |
|  |               |                          |               |               |               |                         |    |            |            |            |            |            |  |  |        |        |        |        |        |
|  |               | Lu Lan                   | 26            | 22            |               |                         |    |            |            |            |            |            |  |  |        |        |        |        |        |
|  | 6             | Li Xuerui                | 24            | 20            |               |                         |    |            |            |            |            |            |  |  |        |        |        |        |        |
|  | 6             | Li Xuerui                | 24            | 20            |               | Lu Lan                  | 21 | 25         |            |            |            |            |  |  |        |        |        |        |        |
|  |               |                          |               |               |               | Lu Lan                  | 21 | 25         |            |            |            |            |  |  |        |        |        |        |        |
|  |               | 5                        | Jiang Yanjiao | 18            | 23            |                         |    |            |            |            |            |            |  |  |        |        |        |        |        |
|  | 4             | 5                        | Jiang Yanjiao | 18            | 23            | Liu Xin                 | 21 | 14         | 21         |            |            |            |  |  |        |        |        |        |        |
|  | 4             |                          |               |               |               |                         | 21 | 14         | 21         |            |            |            |  |  |        |        |        |        |        |
|  | 5             | Jiang Yanjiao            | 17            | 21            | 23            |                         |    |            |            |            |            |            |  |  |        |        |        |        |        |
|  |               |                          |               |               |               |                         |    | Lu Lan     | 15         | 21         |            |            |  |  |        |        |        |        |        |
|  |               | 2                        | Wang Yihan    | 21            | 23            |                         |    |            |            |            |            |            |  |  |        |        |        |        |        |
|  |               | Porntip Buranaprasertsuk | 21            | 21            | 7             |                         |    |            |            |            |            |            |  |  |        |        |        |        |        |
|  |               | Cheng Shao-chieh         | 18            | 23            | 21            |                         |    |            |            |            |            |            |  |  |        |        |        |        |        |
|  |               | Cheng Shao-chieh         | 18            | 23            | 21            | Cheng Shao-chieh        | 19 | 21         |            |            |            |            |  |  |        |        |        |        |        |
|  |               |                          |               |               |               | Cheng Shao-chieh        | 19 | 21         |            |            |            |            |  |  |        |        |        |        |        |
|  |               | 2                        | Wang Yihan    | 21            | 23            |                         |    |            |            |            |            |            |  |  |        |        |        |        |        |
|  | Q             | 2                        | Wang Yihan    | 21            | 23            | Sapsiree Taerattanachai | 9  | 19         |            |            |            |            |  |  |        |        |        |        |        |
|  | Q             |                          |               |               |               |                         | 9  | 19         |            |            |            |            |  |  |        |        |        |        |        |
|  | 2             | Wang Yihan               | 21            | 21            |               |                         |    |            |            |            |            |            |  |  |        |        |        |        |        |

### Herrendoppel
- Dương Bảo Đức /  Nguyễn Hoàng Nam –  Ronel Estanislao /  Paul Jefferson Vivas: 19-21 / 21-14 / 21-12
- Yara Azad /  Haidar M. Besha -  Dethputhicheat Chin /  Chanthan Mao: 14-21 / 21-18 / 21-17
- Jishnu Sanyal /  Manu Attri –  Ha Anh Le /  Bùi Quang Tuấn: 21-15 / 21-9
- Prom Saravuth /  Yongvannak Teav -  Mohamad Alsawas /  Amar Awad: 21-15 / 21-19
- Dương Bảo Đức /  Nguyễn Hoàng Nam –  Yara Azad /  Haidar M. Besha: 21-7 / 21-8
- Philip Joper Escueta /  Peter Gabriel Magnaye –  Maher F. Abood /  Khadum Jabar Ali: 21-4 / 21-4
- Jishnu Sanyal /  Manu Attri -  Prom Saravuth /  Yongvannak Teav: 21-13 / 21-18
- Cai Yun /  Fu Haifeng –  Naoki Kawamae /  Shoji Sato: 21-14 / 21-11
- Cho Gun-woo /  Kwon Yi-goo –  Dinuka Karunaratne /  Niluka Karunaratne: 21-16 / 21-18
- Songphon Anugritayawon /  Sudket Prapakamol –  Chen Hung-ling /  Lin Yu-lang: 21-19 / 21-19
- Alvent Yulianto /  Hendra Gunawan –  Fairuzizuan Tazari /  Ong Soon Hock: 21-17 / 21-17
- Bùi Bằng Đức /  Đào Mạnh Thắng –  Jishnu Sanyal /  Manu Attri: 25-23 / 14-21 / 21-14
- Xu Chen /  Zhang Nan –  Liao Min-chun /  Wu Chun-wei: 21-18 / 21-14
- Hiroyuki Endo /  Kenichi Hayakawa –  Akshay Dewalkar /  Arun Vishnu: 21-17 / 21-15
- Hong Wei /  Shen Ye –  Ashton Chen Yong Zhao /  Derek Wong Zi Liang: 21-12 / 21-9
- Chai Biao /  Guo Zhendong –  Dương Bảo Đức /  Nguyễn Hoàng Nam: 21-11 / 21-15
- Liu Xiaolong /  Qiu Zihan –  Pranav Chopra /  Tarun Kona: 21-10 / 21-10
- Fang Chieh-min /  Lee Sheng-mu –  Philip Joper Escueta /  Peter Gabriel Magnaye: 21-16 / 21-12
- Patipat Chalardchaleam /  Nipitphon Puangpuapech -  Timurbek Karimov /  Rafael Zakirov: 21-4 / 21-7
- Hirokatsu Hashimoto /  Noriyasu Hirata –  Lo Lok Kei /  Wong Wai Hong: 21-5 / 21-16
- Yohanes Rendy Sugiarto /  Afiat Yuris Wirawan –  Kim Gi-jung /  Kim Sa-rang: 21-14 / 21-12
- Markis Kido /  Hendra Setiawan –  Zakry Abdul Latif /  Hoon Thien How: 21-17 / 17-21 / 21-16
- Lim Khim Wah /  Goh V Shem –  Lee Yong-dae /  Shin Baek-cheol: w.o.
- Cai Yun /  Fu Haifeng –  Cho Gun-woo /  Kwon Yi-goo: 21-13 / 21-13
- Lim Khim Wah /  Goh V Shem –  Songphon Anugritayawon /  Sudket Prapakamol: 21-16 / 21-10
- Alvent Yulianto /  Hendra Gunawan –  Bùi Bằng Đức /  Đào Mạnh Thắng: 21-7 / 21-19
- Xu Chen /  Zhang Nan –  Hiroyuki Endo /  Kenichi Hayakawa: 21-18 / 13-21 / 21-16
- Chai Biao /  Guo Zhendong –  Hong Wei /  Shen Ye: 12-21 / 21-18 / 21-13
- Liu Xiaolong /  Qiu Zihan –  Fang Chieh-min /  Lee Sheng-mu: 21-18 / 21-13
- Hirokatsu Hashimoto /  Noriyasu Hirata –  Patipat Chalardchaleam /  Nipitphon Puangpuapech: 21-15 / 21-18
- Markis Kido /  Hendra Setiawan –  Yohanes Rendy Sugiarto /  Afiat Yuris Wirawan: 21-11 / 21-14

|  | Viertelfinale | Viertelfinale               | Viertelfinale                       | Viertelfinale | Viertelfinale          |                                     |    | Halbfinale         | Halbfinale | Halbfinale | Halbfinale | Halbfinale |  |  | Finale | Finale | Finale | Finale | Finale |
|  |               |                             |                                     |               |                        |                                     |    |                    |            |            |            |            |  |  |        |        |        |        |        |
|  | 1             | Fu Haifeng Cai Yun          | 24                                  | 21            |                        |                                     |    |                    |            |            |            |            |  |  |        |        |        |        |        |
|  |               | Goh V Shem Lim Khim Wah     | 22                                  | 17            |                        |                                     |    |                    |            |            |            |            |  |  |        |        |        |        |        |
|  | 1             | Goh V Shem Lim Khim Wah     | 22                                  | 17            | Fu Haifeng Cai Yun     | 21                                  | 21 |                    |            |            |            |            |  |  |        |        |        |        |        |
|  | 1             |                             |                                     |               |                        |                                     | 21 |                    |            |            |            |            |  |  |        |        |        |        |        |
|  |               | 6                           | Xu Chen Zhang Nan                   | 19            | 15                     |                                     |    |                    |            |            |            |            |  |  |        |        |        |        |        |
|  | 4             | 6                           | Xu Chen Zhang Nan                   | 19            | 15                     | Alvent Yulianto Hendra Gunawan      | 17 | 21                 | 12         |            |            |            |  |  |        |        |        |        |        |
|  | 4             |                             |                                     |               |                        |                                     | 17 | 21                 | 12         |            |            |            |  |  |        |        |        |        |        |
|  | 6             | Xu Chen Zhang Nan           | 21                                  | 14            | 21                     |                                     |    |                    |            |            |            |            |  |  |        |        |        |        |        |
|  |               |                             |                                     |               |                        |                                     | 1  | Fu Haifeng Cai Yun | 21         | 21         |            |            |  |  |        |        |        |        |        |
|  |               | 8                           | Noriyasu Hirata Hirokatsu Hashimoto | 12            | 15                     |                                     |    |                    |            |            |            |            |  |  |        |        |        |        |        |
|  | 5             | Chai Biao Guo Zhendong      | 21                                  | 21            |                        |                                     |    |                    |            |            |            |            |  |  |        |        |        |        |        |
|  |               | Liu Xiaolong Qiu Zihan      | 17                                  | 16            |                        |                                     |    |                    |            |            |            |            |  |  |        |        |        |        |        |
|  | 5             | Liu Xiaolong Qiu Zihan      | 17                                  | 16            | Chai Biao Guo Zhendong | 14                                  | 19 |                    |            |            |            |            |  |  |        |        |        |        |        |
|  | 5             |                             |                                     |               |                        |                                     | 19 |                    |            |            |            |            |  |  |        |        |        |        |        |
|  |               | 8                           | Noriyasu Hirata Hirokatsu Hashimoto | 21            | 21                     |                                     |    |                    |            |            |            |            |  |  |        |        |        |        |        |
|  | 8             | 8                           | Noriyasu Hirata Hirokatsu Hashimoto | 21            | 21                     | Noriyasu Hirata Hirokatsu Hashimoto | 21 | 21                 |            |            |            |            |  |  |        |        |        |        |        |
|  | 8             |                             |                                     |               |                        |                                     | 21 | 21                 |            |            |            |            |  |  |        |        |        |        |        |
|  | 2             | Markis Kido Hendra Setiawan | 15                                  | 13            |                        |                                     |    |                    |            |            |            |            |  |  |        |        |        |        |        |

### Damendoppel
- Cheng Wen-hsing /  Chien Yu-chin –  Poon Lok Yan /  Tse Ying Suet: 21-13 / 21-19
- Marylen Ng Poau Leng /  Woon Khe Wei –  Nguyễn Thị Sen /  Vũ Thị Trang: 21-16 / 21-15
- Tian Qing /  Zhao Yunlei -  Hadil Kareem /  Mahmoud Sana: 21-7 / 21-9
- Cheng Shu /  Ma Jin –  Aparna Balan /  Prajakta Sawant: 21-9 / 21-9
- Miyuki Maeda /  Satoko Suetsuna –  Jyotshna Polavarapu /  Pradnya Gadre: 21-17 / 21-8
- Savitree Amitrapai /  Nessara Somsri -  Anna Smirnova /  Karimova Kamila: 21-5 / 21-6
- Ha Jung-eun /  Kim Min-jung –  Du Jing /  Pan Pan: 21-15 / 21-19
- Jung Kyung-eun /  Kim Ha-na –  Achini Nimeshika Ratnasiri /  Upuli Samanthika Weerasinghe: 21-10 / 21-3
- Bao Yixin /  Zhong Qianxin –  Misaki Matsutomo /  Ayaka Takahashi: 22-20 / 12-21 / 21-16
- Duanganong Aroonkesorn /  Kunchala Voravichitchaikul –  Chan Tsz Ka /  Cheung Ngan Yi: 21-16 / 21-17
- Shizuka Matsuo /  Mami Naito –  Fu Mingtian /  Gu Juan: 21-9 / 21-8
- Chang Hsin-yun /  Lai Chia-wen –  Lê Thu Huyền /  Phạm Như Thảo: 21-14 / 21-16
- Wang Xiaoli /  Yu Yang –  Chang Ye-na /  Kim Min-seo: 21-14 / 21-11
- Komala Dewi /  Jenna Gozali –  Gerelmaa Batchuluun /  Munkhchimeg Mendjargal: w.o.
- Vivian Hoo Kah Mun /  Lim Yin Loo -  Aktar Shapla /  Alina Sultana: w.o.
- Hsieh Pei-chen /  Wang Pei-rong –  Jwala Gutta /  Ashwini Ponnappa: w.o.
- Cheng Wen-hsing /  Chien Yu-chin –  Marylen Ng Poau Leng /  Woon Khe Wei: 21-19 / 21-11
- Tian Qing /  Zhao Yunlei –  Cheng Shu /  Ma Jin: 21-15 / 21-14
- Miyuki Maeda /  Satoko Suetsuna –  Savitree Amitrapai /  Nessara Somsri: 21-10 / 21-16
- Ha Jung-eun /  Kim Min-jung –  Komala Dewi /  Jenna Gozali: 21-11 / 21-13
- Bao Yixin /  Zhong Qianxin –  Jung Kyung-eun /  Kim Ha-na: 21-19 / 19-21 / 21-16
- Duanganong Aroonkesorn /  Kunchala Voravichitchaikul –  Vivian Hoo Kah Mun /  Lim Yin Loo: 21-14 / 21-11
- Shizuka Matsuo /  Mami Naito –  Hsieh Pei-chen /  Wang Pei-rong: 21-16 / 15-21 / 21-13
- Wang Xiaoli /  Yu Yang –  Chang Hsin-yun /  Lai Chia-wen: 21-7 / 21-8

|  | Viertelfinale | Viertelfinale                                     | Viertelfinale            | Viertelfinale | Viertelfinale |                           |                              | Halbfinale            | Halbfinale | Halbfinale | Halbfinale | Halbfinale |  |  | Finale | Finale | Finale | Finale | Finale |
|  |               |                                                   |                          |               |               |                           |                              |                       |            |            |            |            |  |  |        |        |        |        |        |
|  | 1             | Cheng Wen-hsing Chien Yu-chin                     | 19                       | 11            |               |                           |                              |                       |            |            |            |            |  |  |        |        |        |        |        |
|  | 6             | Zhao Yunlei Tian Qing                             | 21                       | 21            |               |                           |                              |                       |            |            |            |            |  |  |        |        |        |        |        |
|  | 6             | Zhao Yunlei Tian Qing                             | 21                       | 21            | 6             | Zhao Yunlei Tian Qing     | 21                           | 19                    | 21         |            |            |            |  |  |        |        |        |        |        |
|  |               |                                                   |                          |               |               | Zhao Yunlei Tian Qing     | 21                           | 19                    | 21         |            |            |            |  |  |        |        |        |        |        |
|  |               | 5                                                 | Ha Jung-eun Kim Min-jung | 15            | 21            | 17                        |                              |                       |            |            |            |            |  |  |        |        |        |        |        |
|  | 3             | 5                                                 | Ha Jung-eun Kim Min-jung | 15            | 21            | 17                        | Miyuki Maeda Satoko Suetsuna | 21                    | 21         | 17         |            |            |  |  |        |        |        |        |        |
|  | 3             |                                                   |                          |               |               |                           | Miyuki Maeda Satoko Suetsuna | 21                    | 21         | 17         |            |            |  |  |        |        |        |        |        |
|  | 5             | Ha Jung-eun Kim Min-jung                          | 19                       | 23            | 21            |                           |                              |                       |            |            |            |            |  |  |        |        |        |        |        |
|  |               |                                                   |                          |               |               |                           | 6                            | Zhao Yunlei Tian Qing | 13         | 10         |            |            |  |  |        |        |        |        |        |
|  |               | 2                                                 | Yu Yang Wang Xiaoli      | 21            | 21            |                           |                              |                       |            |            |            |            |  |  |        |        |        |        |        |
|  | 8             | Bao Yixin Zhong Qianxin                           | 21                       | 22            |               |                           |                              |                       |            |            |            |            |  |  |        |        |        |        |        |
|  | 4             | Duanganong Aroonkesorn Kunchala Voravichitchaikul | 13                       | 20            |               |                           |                              |                       |            |            |            |            |  |  |        |        |        |        |        |
|  | 4             | Duanganong Aroonkesorn Kunchala Voravichitchaikul | 13                       | 20            | 8             | Bao Yixin Zhong Qianxin   | 17                           | 19                    |            |            |            |            |  |  |        |        |        |        |        |
|  |               |                                                   |                          |               |               | Bao Yixin Zhong Qianxin   | 17                           | 19                    |            |            |            |            |  |  |        |        |        |        |        |
|  |               | 2                                                 | Yu Yang Wang Xiaoli      | 21            | 21            |                           |                              |                       |            |            |            |            |  |  |        |        |        |        |        |
|  | 7             | 2                                                 | Yu Yang Wang Xiaoli      | 21            | 21            | Shizuka Matsuo Mami Naito | 6                            | 18                    |            |            |            |            |  |  |        |        |        |        |        |
|  | 7             |                                                   |                          |               |               |                           | 6                            | 18                    |            |            |            |            |  |  |        |        |        |        |        |
|  | 2             | Yu Yang Wang Xiaoli                               | 21                       | 21            |               |                           |                              |                       |            |            |            |            |  |  |        |        |        |        |        |

### Mixed
- Shoji Sato /  Shizuka Matsuo -  Oleg Savatugin /  Mariya Savatyugina: 21-2 / 21-1
- Fairuzizuan Tazari /  Vivian Hoo Kah Mun –  Akshay Dewalkar /  Pradnya Gadre: 21-13 / 21-18
- Amar Awad /  Mahmoud Sana –  Trikishmyrat Poladov /  Begench Durdayalien: 21-8 / 21-7
- Ronel Estanislao /  Malvinne Ann Venice Alcala -  Mohamad Alsawas /  Hadil Kareem: 21-8 / 21-8
- Shoji Sato /  Shizuka Matsuo –  Kim Sa-rang /  Chang Ye-na: 21-19 / 21-15
- Fairuzizuan Tazari /  Vivian Hoo Kah Mun -  Amar Awad /  Mahmoud Sana: 21-12 / 21-9
- Zhang Nan /  Zhao Yunlei –  Noriyasu Hirata /  Miyuki Maeda: 21-11 / 21-12
- Kim Gi-jung /  Jung Kyung-eun –  Ricky Widianto /  Shendy Puspa Irawati: 21-18 / 21-12
- Chen Hung-ling /  Cheng Wen-hsing –  Hoon Thien How /  Woon Khe Wei: 21-19 / 21-9
- Maneepong Jongjit /  Savitree Amitrapai –  Dương Bảo Đức /  Thái Thị Hồng Gấm: 21-13 / 22-20
- Songphon Anugritayawon /  Kunchala Voravichitchaikul –  Kenichi Hayakawa /  Misaki Matsutomo: 21-18 / 21-16
- Hong Wei /  Pan Pan –  Fang Chieh-min /  Wang Pei-rong: 21-14 / 21-18
- Shoji Sato /  Shizuka Matsuo –  He Hanbin /  Yu Yang: 2-0 Ret.
- Markis Kido /  Lita Nurlita –  Wong Wai Hong /  Chau Hoi Wah: 21-17 / 21-16
- Muhammad Rizal /  Debby Susanto –  Pranav Chopra /  Prajakta Sawant: 21-10 / 21-15
- Xu Chen /  Ma Jin –  Lim Khim Wah /  Lim Yin Loo: 21-10 / 21-11
- Tao Jiaming /  Tian Qing –  Delynugraha Muhammad Rizky /  Richi Puspita Dili: 21-15 / 21-12
- Liu Xiaolong /  Bao Yixin –  Fairuzizuan Tazari /  Vivian Hoo Kah Mun: 21-19 / 21-19
- Lee Sheng-mu /  Chien Yu-chin –  Ronel Estanislao /  Malvinne Ann Venice Alcala: 21-6 / 21-16
- Sudket Prapakamol /  Saralee Thungthongkam –  Liao Min-chun /  Chen Hsiao-huan: 21-9 / 21-14
- Shintaro Ikeda /  Reiko Shiota –  Lee Yong-dae /  Ha Jung-eun: w.o.
- Arun Vishnu /  Aparna Balan –  Shin Baek-cheol /  Kim Min-jung: w.o.
- Zhang Nan /  Zhao Yunlei –  Kim Gi-jung /  Jung Kyung-eun: 19-21 / 21-14 / 21-19
- Maneepong Jongjit /  Savitree Amitrapai –  Chen Hung-ling /  Cheng Wen-hsing: 21-16 / 22-20
- Hong Wei /  Pan Pan –  Songphon Anugritayawon /  Kunchala Voravichitchaikul: 21-10 / 21-12
- Shoji Sato /  Shizuka Matsuo –  Markis Kido /  Lita Nurlita: 21-17 / 9-21 / 21-14
- Xu Chen /  Ma Jin –  Muhammad Rizal /  Debby Susanto: 21-11 / 21-19
- Tao Jiaming /  Tian Qing –  Shintaro Ikeda /  Reiko Shiota: 23-21 / 19-21 / 21-15
- Lee Sheng-mu /  Chien Yu-chin –  Liu Xiaolong /  Bao Yixin: 16-21 / 21-12 / 21-19
- Sudket Prapakamol /  Saralee Thungthongkam –  Arun Vishnu /  Aparna Balan: 21-14 / 23-21

|  | Viertelfinale | Viertelfinale                           | Viertelfinale                           | Viertelfinale | Viertelfinale         |                            |                | Halbfinale            | Halbfinale | Halbfinale | Halbfinale | Halbfinale |  |  | Finale | Finale | Finale | Finale | Finale |
|  |               |                                         |                                         |               |                       |                            |                |                       |            |            |            |            |  |  |        |        |        |        |        |
|  | 1             | Zhang Nan Zhao Yunlei                   | 21                                      | 22            |                       |                            |                |                       |            |            |            |            |  |  |        |        |        |        |        |
|  |               | Maneepong Jongjit Savitree Amitrapai    | 18                                      | 20            |                       |                            |                |                       |            |            |            |            |  |  |        |        |        |        |        |
|  | 1             | Maneepong Jongjit Savitree Amitrapai    | 18                                      | 20            | Zhang Nan Zhao Yunlei | 21                         | 21             |                       |            |            |            |            |  |  |        |        |        |        |        |
|  | 1             |                                         |                                         |               |                       |                            | 21             |                       |            |            |            |            |  |  |        |        |        |        |        |
|  |               |                                         | Hong Wei Pan Pan                        | 15            | 11                    |                            |                |                       |            |            |            |            |  |  |        |        |        |        |        |
|  |               | Hong Wei Pan Pan                        | Hong Wei Pan Pan                        | 15            | 11                    | 21                         | 22             |                       |            |            |            |            |  |  |        |        |        |        |        |
|  |               |                                         |                                         |               |                       | 21                         | 22             |                       |            |            |            |            |  |  |        |        |        |        |        |
|  | Q             | Shoji Sato Shizuka Matsuo               | 15                                      | 20            |                       |                            |                |                       |            |            |            |            |  |  |        |        |        |        |        |
|  |               |                                         |                                         |               |                       |                            | 1              | Zhang Nan Zhao Yunlei | 15         | 21         | 25         |            |  |  |        |        |        |        |        |
|  |               | 8                                       | Xu Chen Ma Jin                          | 21            | 15                    | 23                         |                |                       |            |            |            |            |  |  |        |        |        |        |        |
|  | 8             | Xu Chen Ma Jin                          | 10                                      | 21            | 21                    |                            |                |                       |            |            |            |            |  |  |        |        |        |        |        |
|  | 3             | Tao Jiaming Tian Qing                   | 21                                      | 16            | 17                    |                            |                |                       |            |            |            |            |  |  |        |        |        |        |        |
|  | 3             | Tao Jiaming Tian Qing                   | 21                                      | 16            | 17                    | 8                          | Xu Chen Ma Jin | 21                    | 21         |            |            |            |  |  |        |        |        |        |        |
|  |               |                                         |                                         |               |                       | 8                          | Xu Chen Ma Jin | 21                    | 21         |            |            |            |  |  |        |        |        |        |        |
|  |               | 2                                       | Sudket Prapakamol Saralee Thungthongkam | 17            | 15                    |                            |                |                       |            |            |            |            |  |  |        |        |        |        |        |
|  | 6             | 2                                       | Sudket Prapakamol Saralee Thungthongkam | 17            | 15                    | Lee Sheng-mu Chien Yu-chin | 27             | 10                    |            |            |            |            |  |  |        |        |        |        |        |
|  | 6             |                                         |                                         |               |                       |                            | 27             | 10                    |            |            |            |            |  |  |        |        |        |        |        |
|  | 2             | Sudket Prapakamol Saralee Thungthongkam | 29                                      | 21            |                       |                            |                |                       |            |            |            |            |  |  |        |        |        |        |        |

## Medaillenspiegel
| Rang   | Land                | Gold | Silber | Bronze | Gesamt |
| ------ | ------------------- | ---- | ------ | ------ | ------ |
| 1      | Volksrepublik China | 5    | 4      | 7      | 16     |
| 2      | Japan               | 0    | 1      | 0      | 1      |
| 3      | Südkorea            | 0    | 0      | 1      | 1      |
| 3      | Chinesisch Taipeh   | 0    | 0      | 1      | 1      |
| 3      | Thailand            | 0    | 0      | 1      | 1      |
| Gesamt | Gesamt              | 5    | 5      | 10     | 20     |